# Avenue Kersbeek
L'avenue Kersbeek (en néerlandais : Kersbeeklaan) est une rue bruxelloise de la commune de Forest qui va de la rue Jean-Baptiste Vanpé à la rue du Merlo.

Kersbeek ou Kesbeek est en néerlandais la traduction de ruisseau (beek) aux cerisiers (kers). Ce ruisseau prenait sa source dans le bois du même nom : Kersbeekbosch. 
La Kersbeek ou Kesbeek coulait dans le Kersbeekbosch, bois situé au sud de la propriété De Wijngaerd.
C'est à la fin du XVIIIe siècle et au début du XIXe siècle que le quartier de Kersbeek vit se bâtir quelques résidences sur les coteaux du Vossegat.
La rue Jean-Baptiste Baeck était anciennement appelée Petite Rue Kersbeek.
L'entrée du parc Jacques Brel se situe à côté de l'immeuble sis au no 252 de l'avenue.